# اجسویکا
اجسویکا (به لاتین: Ajševica) یک منطقهٔ مسکونی در اسلوونی است که در نوا گریتسا واقع شده‌است.

## خصوصیات
اجسویکا ۲٫۹۳ کیلومترمربع مساحت و ۲۶۱ نفر جمعیت دارد و ۸۳٫۷ متر بالاتر از سطح دریا واقع شده‌است.